# Teddy Smith
Theodore „Teddy“ Smith  (* 22. Januar 1932 in Washington, D.C.; † 24. August 1979 ebenda) war ein US-amerikanischer Jazz-Bassist des Modern Jazz.
Teddy Smith war 1956 an den Aufnahmen zum Cole-Porter-Album von Sonny Criss beteiligt. 1960 spielte er in der Begleitband der Sängerin Betty Carter, 1961/62 in der Band des Saxophonisten Clifford Jordan (Bearcat). Im April 1962 wirkte er an Kenny Dorhams Album Matador mit. 1962/63 arbeitete er mit Jackie McLean und Slide Hampton. Im Sommer 1964 spielte Smith bei Sonny Rollins (The Standard Rollins). Smith wurde dann vor allem durch seine Mitwirkung an dem Horace-Silver-Album Song for My Father bekannt, das dessen Quintett mit Joe Henderson und Carmell Jones im Oktober 1964 für Blue Note einspielte; außerdem trat er mit Silver 1964 auf den Jazzfestivals in Montreux, Antibes und Paris auf. Im August 1966 wirkte er noch bei Sonny Simmons’ ESP-Album Staying on the Watch mit; in der Zeit danach entstanden keine weiteren Jazz-Aufnahmen mit dem Bassisten.